# Александар Цинцар-Марковић
Александар Цинцар-Марковић (1889 — 1947) био је српски и југословенски дипломата и министар спољних послова Краљевине Југославије од 5. фебруара 1939. до 27. марта 1941.

## Породица, детињство и младост
Др Александар Цинцар-Марковић рођен је у Београду 20. јуна 1889. године. Отац, пуковник Марко К. Цинцар-Марковић, командант целокупне жандармерије Србије брат је генерала Димитрија Цинцар-Марковића, председника министарског савета (владе) Краљевине Србије и син пуковника Константина - Косте Цинцар-Марковића, шабачког окружног начелника, усвојеника госпође Томаније Обреновић, кћерке лозничког војводе Антонија Богићевића и жене господара Јеврема Обреновића, a унук Цинцар-Марка Костића (1777—1822), војводе сокоског и кнеза шабачке посавине, родоначелника Цинцар-Марковића. Александар Цинцар-Марковић је имао брата Љубомира Цинцар-Марковића питомца Војне академије и сестре Јелицу и Зору.
Основну школу и Прву мушку гимназију завршио је у Београду. Студирао је права у Фрајбургу и Берлину, где је и дипломирао 1911. Докторирао је у Француској.
Студије права је привремено прекинуо после аустроугарске објаве рата Србији. Ступио је у прву ђачку чету у Скопљу, августа 1914, упућен је на фронт у чину ђака наредника новембра 1914, произведен је у чин резервног пешадијског потпоручника 1915, остао је на војној дужности до ступања у службу Министарства иностраних дела. После ратова имао је чин резервног пешадијског капетана I класе.

## Кретање у служби
Александар Цинцар-Марковић ступио је у службу Министарства иностраних дела 1. марта 1918. Унапређен је у секретара Посланства у Бриселу јула исте године. После потписивања примирја у Првом светском рату враћен је на дужност у министарство. На Конференцији мира у Паризу био је члан Секретаријата делегације Краљевине Срба, Хрвата и Словенаца, секретар Николе Пашића. Био је члан и генерални секретар делегације Краљевине СХС у Рапалу 1920. и Санта Маргерити 1922.
Александар Цинцар-Марковић је одређен да отвори Конзулат Краљевине СХС у Задру, јуна 1921, и био је први југословенски конзул у тадашњем италијанском граду. Премештен је за конзула у Трсту јула 1922. године. Премештен је за првог секретара Посланства у Тирани 17. јула 1923, а после три дана је унапређен у саветника истог дипломатског представништва. Александар Цинцар-Марковић је постао отправник послова почетком септембра исте године. Један од кључних задатака био је да пронађе нову погодну личност међу угледним Албанцима са којима би могла да сарађује југословенска дипломатска и конзуларна служба. Он није имао превише поверења у обећања и планове Ахмеда бега Зогуа. После повратка Ахмеда бега на власт, децембра 1924, а и због сопственог здравственог стања, Александар Цинцар-Марковић је премештен у министарство маја 1925. године. Током 1925. и 1926, био је шеф IV одсека Првог политичког одељења (задуженог за Албанију, Хиландар и црквено-школска питања у Цариграду) и III одељења Генералне политичке дирекције (задуженог за Албанију, Грчку, Бугарску и Турску). Највећу пажњу посвећивао је албанским пословима, активностима ВМРО, мађарске емиграције у Краљевини СХС и комуниста. Премештен је за саветника Посланства у Будимпешти 15. јуна 1926. године. Био је отправник послова од почетка јула до краја новембра, у време када је постојала могућност побољшања југословенско-мађарских односа после говора регента и адмирала Миклоша Хортија на прослави 400-годишњице Мохачке битке. Премештен је за саветника посланства у Паризу, децембра исте године, где је радио на албанским и мађарским пословима. Међутим, потписивање италијанско-албанског Пакта пријатељства, због којег је Момчило Нинчић поднео оставку, принудило је новог министра иностраних дела Нинка Перића да повуче Александра Цинцара-Марковића у Београд, фебруара 1927, због рада на албанским пословима. Премештен је за саветника Посланства у Софији маја 1927. године. Убрзо је избила афера између Александра Цинцара-Марковића и Брониславе Михел (рођене Жечиковски), супруге секретара посланства Станислава Михела, којима је био венчани кум. Пошто је софијска јавност била врло заинтересована за развој ситуације, чиме је пољуљан дипломатски и државни престиж Краљевине СХС, оба чиновника су кажњена, а има индиција и да је разматрано отпуштање из службе Александра Цинцара-Марковића. Премештен је за саветника Посланства у Бечу крајем августа 1928, и на нову дужност је ступио почетком септембра. Премештен је за саветника Посланства у Паризу почетком септембра 1930, а на дужност је ступио средином октобра. Иако је посланик у Паризу Мирослав Спалајковић препоручивао министру иностраних послова Војиславу Маринковићу свог штићеника Александра Цинцара-Марковића за унапређење у ранг посланика фебруара 1932, то је учинио тек министар Богољуб Јевтић децембра 1933. године.

## Посланик у Софији и Берлину
Александар Цинцар-Марковић је преузео дужност посланика Краљевине Југославије у Софији средином фебруара 1934. године. На дужности је био током владе Звенара на челу са Кимоном Георгијевим која се званично обрачунавала са ВМРО и радила на успостављању што бољих бугарско-југословенских односа. Процедура премештаја за посланика у Берлину отпочела је, септембра 1935, непосредно пре инцидента преласка Дамјана Велчева са југословенске на бугарску територију. Током његове службе у Софији, војни аташе био је генералштабни пуковник Драгољуб Дража Михаиловић.
Пре преузимања нове дужности посланика Краљевине Југославије у Берлину, Александар Цинцар-Марковић се задржао месеца дана у Београду, припремајући се за рад на новом положају. Био је југословенски посланик у Немачкој до пада владе Милана Стојадиновића, фебруара 1939, када је постављен за министра иностраних послова у влади Драгише Цветковића.

## Министар иностраних послова Краљевине Југославије
Пад Милана Стојадиновића и образовање владе Драгише Цветковића изазвало је у Берлину велико разочарење. Личним ангажовањем кнеза Павла Карађорђевића за министра иностраних послова постављен је Александар Цинцар-Марковић, који је био наклоњен Немачкој, те је на тај начин послата порука да се неће мењати курс дотадашње политике. Пошто се смирило узбуђење око Стојадиновићевог пада, нова југословенска влада је покушала оживљавање разговора са Немачком. Истовремено, вођена је пасивна политика у погледу италијанског напада на Албанију, да би се избегла реакција сила Осовине.
Пред крај априла 1939. године Цинцар-Марковић је отпутовао за Немачку. Са Јоахимом фон Рибентропом је разговарао 25. априла, а 26. априла га је примио и Адолф Хитлер. Суштина пута је била да се очувају југословенско-немачки односи, али и да се избегне приступање Антикоминтернском пакту.
У својству југословенског министра иностраних послова се 4. јула 1939. године састао са бугарским председником владе Кјосеивановом. На састанку који се одржао на Бледу министар Цинцар-Марковић је покушао да увуче Бугарску у Балкански пакт. Немачка је због својих интереса тражила да се тај пакт поништи.
Краљевина Југославија и Мађарска закључују уговор о пријатељству, под немачким патронатом, који на југословенски предлог - добија назив „Уговор о вечном пријатељству“. Уговор потписују Александар Цинцар-Марковић и мађарски министар иностраних послова гроф Иштван Чаки 12. децембра 1940. године.
Председник југословенске Владе Драгиша Цветковић и министар Цинцар-Марковић заједно са немачким послаником у Београду Виктором фон Хереном отпутовали су 13. фебруара 1941. године у посету немачком министру спољних послова Јоахиму фон Рибентропу, који их је примио у својој вили у Фушлу, Аустрија. Цветковић и Цинцар-Марковић су током састанка покушали да задрже Југославију на позицијама неутралности према Немачкој. Адолф Хитлер је 15. фебруара примио Цветковића и Цинцар-Марковића. Он је изричито захтевао да Југославија приђе Тројном пакту. Цветковић је захтеве одбио уз образложење да би пакт угрозио суверенитет Југославије и да нема овлашћење од кнеза Павла за тај акт. Хитлер је био незадовољан овим ставом и захтевао хитан састанак са кнезом Павлом Карађорђевићем.

## Тројни пакт
На седници Крунског савета, 6. марта 1941. године, дошло је до судбоносног избора између пакта и рата. Цинцар-Марковић изнео је став да је једина алтернатива рату потписивање Тројног пакта, с тим што би се Хитлеру могло поставити неки услови: да гарантује суверенитет и интегритет Југославије, да неће тражити војну помоћ и пролаз трупа, и да ће узети у обзир интерес Југославији за Солун у новом европском покрету. Приликом гласања, сви су се сложили да се пакт прихвати уз одређене услове.
Дана 25. марта 1941. године председник Владе Драгиша Цветковић, министар спољних послова Александар Цинцар-Марковића и немачки министар спољних послова Јоахим фон Рибентроп у дворцу Белведерe потписују протокол о приступању Југославије Тројном пакту. Два дана касније, 27. марта група југословенских официра извела је војни удар, уз британску подршку збацила Владу и Намесништво, ухапсила Драгишу Цветковића, Александра Цинцар-Марковића и остале министре, а малолетног краља Петра II прогласила за пунолетног и предала му власт.

## 27. март и капитулација Краљевине Југославије
После војног удара 27. марта министар Цинцар-Марковић је био ухапшен и интерниран у Брус. Рано ујутру, 6. априла 1941. године Немачка је без објаве рата напала Југославију. Цинцар-Марковић је истог дана отишао за Сарајево. На Палама га је пронашао генерал Данило Калафатовић где му је изложио тешку ситуацију у којој се налазе народ и војска. У време када су чланови пучистичке владе спремали да из Никшића напусте земљу, генерал Калафатовић је морао да пристане на безусловну капитулацију. Калафатовић је после дугог и напорног убеђивања успео да приволи Александра Цинцар-Марковића на преговоре са Немцима.
Опуномоћеници Врховне команде југословенске владе, бивши министар спољних послова Александар Цинцар-Марковић и генерал Радивоје Јанковић, потписали су у згради чехословачког посланства у Београду, акт о капитулацији оружаних снага Краљевине Југославије, који им је издиктирао немачки командант, генерал Максимилијан фон Вајкс. Нацистичка Немачка је наметнуо безусловну, потпуну, неограничену капитулацију; војска Југославије је углавном одведена у заробљеништво, a територија Краљевине Југославије је подељена између Немачке, Италије, Мађарске и Бугарске. Југословенска ратна морнарица припала је Италији.

## Суђење и смртна пресуда
После рата нове власти су организовале суђење Александру Цинцар-Марковићу због приласка Југославије Тројном пакту и он је погубљен 1947. године.

#### Породичне прилике
Оженио се Гркњиом Идалијом Зервос, 20. новембра 1918. године. Није имао деце. Његова сестра од стрица Ружица била је удата за генерала Драгољуба Петровића.